# Wijken en buurten in Ermelo
De Nederlandse gemeente Ermelo is voor statistische doeleinden onderverdeeld in wijken en buurten. De gemeente is verdeeld in de volgende statistische wijken:
- Wijk 00 Ermelo (CBS-wijkcode:023300)
- Wijk 01 Speuld (CBS-wijkcode:023301)

Een statistische wijk kan bestaan uit meerdere buurten. Onderstaande tabel geeft de buurtindeling met kentallen volgens het Centraal Bureau voor de Statistiek (2008):
| CBS-buurtcode | Buurtnaam                         | Inwonertal | Opp. totaal (ha) | Opp. land (ha) | Ligging                |
| ------------- | --------------------------------- | ---------- | ---------------- | -------------- | ---------------------- |
| BU02330000    | Ermelo                            | 9710       | 323              | 323            | Locatie in de gemeente |
| BU02330001    | Ermelo-Oost                       | 3900       | 147              | 147            | Locatie in de gemeente |
| BU02330002    | Ermelo-West                       | 6610       | 134              | 134            | Locatie in de gemeente |
| BU02330003    | Veldwijk-'s Heerenloo             | 2210       | 297              | 297            | Locatie in de gemeente |
| BU02330004    | Tonsel                            | 1090       | 285              | 285            | Locatie in de gemeente |
| BU02330005    | Horst                             | 450        | 159              | 159            | Locatie in de gemeente |
| BU02330006    | Buurt Ermelo ten dele bij de kern | 300        | 281              | 281            | Locatie in de gemeente |
| BU02330007    | Verspreide huizen Telgt           | 780        | 549              | 549            | Locatie in de gemeente |
| BU02330008    | Verspreide huizen Zuiderzeeland   | 300        | 470              | 463            | Locatie in de gemeente |
| BU02330009    | Verspreide huizen bosgebied       | 130        | 1293             | 1293           | Locatie in de gemeente |
| BU02330100    | Speuld                            | 390        | 246              | 246            | Locatie in de gemeente |
| BU02330105    | Verspreide huizen Staverden       | 40         | 277              | 276            | Locatie in de gemeente |
| BU02330106    | Verspreide huizen Houtdorp        | 90         | 58               | 58             | Locatie in de gemeente |
| BU02330107    | Verspreide huizen Leuvenum        | 70         | 394              | 394            | Locatie in de gemeente |
| BU02330108    | Verspreide huizen De Beek         | 120        | 227              | 227            | Locatie in de gemeente |
| BU02330109    | Verspreide huizen bosgebied       | 80         | 3433             | 3433           | Locatie in de gemeente |